# Bundisme
|  | Aquest article tracta sobre el moviment polític jueu. Si cerqueu el partit polític, vegeu «Unió General de Treballadors Jueus de Lituània, Polònia i Rússia». |

El Bundisme va ser un moviment socialista jueu secular, la manifestació organitzativa del qual era la Unió General de Treballadors jueus a Lituània, Polònia i Rússia (ídix: אַלגעמײַנער ײדישער אַרבעטער בּונד אין ליטע פוילין און רוסלאַנד), fundada a l'Imperi Rus el 1897.
El Bund Laborista Jueu, com també se'l coneixia, va ser un component important del moviment socialdemòcrata a l'imperi rus fins a la Revolució Russa de 1917; els bundistes es van oposar inicialment a la Revolució d'Octubre, però van acabar donant-hi suport a causa dels pogroms comesos per l'Exèrcit de Voluntaris del moviment blanc anticomunista durant la Guerra Civil Russa. Dividit en línies comunistes i socialdemòcrates durant la Guerra Civil, una facció va donar suport al govern soviètic i finalment va ser absorbida pel Partit Comunista. Des de mitjans de la dècada del 1920, el bundisme fou reprimit a la Unió Soviètica.
El moviment bundista va continuar existint com a partit polític a la Polònia independent durant el període d'entreguerres, com la Unió General de Treballadors Jueus a Polònia, esdevenint una força política important, si no la principal, dins dels jueus polonesos.
També hi havien milícies defensives vinculades al bund, que van evitar de manera reeixida alguns pogroms. Els bundistes van ser actius en la lluita antinazi, i molts dels seus membres van ser assassinats durant l'Holocaust.
Després de la guerra, es va fundar a Nova York l'International Jewish Labor Bund, més pròpiament el "World Coordinating Council of Jewish Labor Bund", amb grups afiliats a Argentina, Austràlia, Canadà, França, Israel, Mèxic, Regne Unit, els Estats Units i altres països.
Tot i que el moviment continua després de la guerra i al segle xxi s'hi produeix una revifalla, segons el Dr. David Kranzler, tant el bundisme com altres experiències semblants (per exemple, el moviment juvenil de Gordònia) no tingueren massa èxit a l'hora d'aconseguir els seus objectius a Europa, encara que eren populars entre les comunitats jueves de l'època.

## Ideologia

### Marxisme
Si bé el Bund Laborista Jueu era un sindicat i un partit polític alhora, el seu propòsit inicial era l'organització del proletariat jueu a Rússia, Polònia i Lituània.

### Laïcisme
Un partit fermament laic, el Bund Laborista Jueu va participar en les eleccions kehillot a Polònia. Els bundistes van insultar els jueus religiosos de l'època, fins i tot arribant a referir-se als estudiants de la Ieixivà -que viurien en la pobresa gràcies a la caritat i aprendrien la Torà, en lloc de treballar- com a "paràsits".

### Yiddishisme
El Bund Laborista Jueu, tot i que inicialment no estava interessat en el ídix per se com una altra cosa que un vehicle per exhortar les masses de treballadors jueus a l'Europa de l'Est, prompte va vore la llengua i la cultura més àmplia del yiddish com un valor i va promoure l'ús del yiddish com a llengua nacional jueva per dret propi; fins a cert punt, la promoció del ídix va formar part de l'oposició del Bund al moviment sionista i del seu projecte de reviure l'hebreu.

### Doikayt
El concepte de Doikayt (lit. "ací-isme", yiddish = do-ikayt, do'ikayt; alemany = Da-keit; francès = "ici-té") va ser fonamental per a la ideologia bundista, expressant el seu enfocament a resoldre els reptes als quals s'enfrontaven els jueus al país on vivien, enfront de l'existència del moviment sionista, que plantejava la necessitat d'un sistema polític jueu independent a la seua pàtria ancestral, és a dir, la Terra d'Israel, per assegurar la vida jueva.

### Autonomisme nacional-cultural
El Bund Laborista Jueu no va defensar el separatisme ètnic o religiós, sinó que es va centrar en la cultura, no en un estat o un lloc, com a pegament de la nació jueva, en el context d'un món de països multiculturals i multiètnics. En això, els bundistes van utilitzar àmpliament el concepte austromarxista d'autonomia personal nacional ; l'enfocament els va alienar dels bolxevics i Lenin, que es ridiculitzaven i s'oposaven políticament al bundisme.

En un text de 1904, La socialdemocràcia i la qüestió nacional, Vladimir Medem va exposar la seua versió d'aquest concepte:
"Considerem el cas d'un país format per diversos grups nacionals, p. ex. polonesos, lituans i jueus. Cada grup nacional crearia un moviment separat. Tots els ciutadans pertanyents a un grup nacional determinat s'unirien a una organització especial que celebraria assemblees culturals a cada regió i una assemblea cultural general per a tot el país. Les assemblees tindrien competències financeres pròpies: o cada grup nacional tindria dret a augmentar els impostos als seus membres, o bé l'estat destinaria una part del seu pressupost global a cadascun d'ells. Cada ciutadà de l'estat pertany a un dels grups nacionals, però la qüestió de quin moviment nacional s'hi uniria seria una qüestió d'elecció personal i cap autoritat tindria cap control sobre la seua decisió. Els moviments nacionals estarien sotmesos a la legislació general de l'estat, però en les seues pròpies àrees de responsabilitat serien autònoms i cap d'ells tindria dret a interferir en els afers dels altres”.

### Oposició al sionisme

#### Abans de la creació de l'Estat d'Israel
El Bund Laborista Jueu, com a organització, es va formar al mateix temps que l'Organització Sionista Mundial. El Bund finalment va arribar a oposar-se fermament al sionisme, argumentant que la immigració a Palestina era una forma d'escapisme. Després de les eleccions kehilla de Varsòvia de 1936, Henryk Ehrlich va acusar els líders sionistes Yitzhak Gruenbaum i Ze'ev Jabotinsky de ser els responsables de la recent agitació antisemita a Polònia per la seua campanya que incitava l'emigració jueva.

#### Després de 1947
El Bund es va mostrar en contra del vot de l'AGNU sobre la partició de Palestina i va reafirmar el seu suport a un país sota el control de les superpotències i de l'ONU. La Segona Conferència Mundial de Nova York del 1948 del Bund Internacional del Treball Jueu va condemnar la proclamació de l'estat sionista. La conferència va ser a favor d'un estat de dos nacions construït sobre la base de la igualtat nacional i el federalisme democràtic.
El 1951 es va crear a Israel una branca del Bund, l'Arbeter-ring in Yisroel – Brith Haavoda, que fins i tot va participar en les eleccions a la Knesset de 1959, amb un resultat electoral molt baix. La seua publicació, Lebns Fregyn, encara es publicava durant la dècada del 2010. És una de les relativament poques publicacions d'esquerra en llengua yiddish que existeixen.

La 3a Conferència Mundial de Mont-real de l'International Jewish Labor Bund de 1955 va decidir que la creació de l'estat jueu era un esdeveniment important en la història jueva que podria tenir un paper positiu en la vida jueva, però va considerar que calien alguns canvis necessaris. Els participants a la conferència van exigir que:

- a) les autoritats d'Israel haurien de tractar l'estat com a propietat dels jueus del món;
- b) però significaria que els afers de la comunitat jueva a Israel haurien d'estar subordinats als dels jueus mundials.
- c) la política de l'estat d'Israel seria la mateixa envers tots els ciutadans independentment de la seua nacionalitat.
- d) Israel hauria de fomentar la pau amb els àrabs. Això requeria aturar l'expansió territorial i resoldre el problema dels refugiats palestins.
- e) El yiddish s'hauria d'ensenyar a totes les institucions educatives i es promouria a la vida pública.

El Consell de Coordinació Mundial del Bund Laboral Jueu va ser dissolt en silenci per una sèrie de bundistes i representants d'organitzacions relacionades, inclòs el Cercle de Treballadors i el Congrés per a la Cultura Jueva a principis dels anys 2000.
El Jewish Socialists' Group, amb seu a Londres, que publica la revista Jewish Socialist, es considera hereu de l'històric Bund Laborista Jueu. A més, el començament del segle XXI ha estat testimoni d'un renaixement de les idees del Bund (de vegades anomenat "neobundisme").

## Membres bundistes de parlaments o governs
- Moshe Gutman, membre del Consell Central d'Ucraïna el 1917, aleshores ministre sense cartera al Consell Nacional autònom de Belarús (1917-1918) i a la República Popular de Belarús (1918-1919)
- Noah Meisel (1891–1956) membre de la Saeima entre 1922 i 1931 (reelegit dos vegades); Membre de l'ajuntament de Daugavpils
- Moisei Rafes (1883–1942), membre de l'Assemblea Constituent russa de 1917,[15] i també del Consell Central d'Ucraïna; membre, com a controlador general, de la Secretaria General d'Ucraïna (el principal òrgan executiu de la República Popular d'Ucraïna del 28 de juny de 1917 al 22 de gener de 1918)[16]
- Aleksandr Zolotarev, successor de Moisei Rafes
- Szmul Zygielbojm (1895–1943), membre del Consell Nacional del govern polonès a l'exili (març de 1942 fins al seu suïcidi el maig de 1943)
- Emanuel Scherer, membre del Consell Nacional del govern polonès a l'exili després del suïcidi de Szmul Zygielbojm ; secretari general del Bund Internacional del Treball Jueu (1961-1977)
- Michal Shuldenfrei, membre del Sejm el 1947-1948

### En anglés
- Yosef Gorni, Converging alternatives: the Bund and the Zionist Labor Movement, 1897-1985, SUNY Press, 2006, ISBN 978-0-7914-6659-9
- Jonathan Frankel, Jewish politics and the Russian Revolution of 1905, Tel-Aviv, Universitat de Tel-Aviv, 1982 (21 pages)
- Jonathan Frankel, Prophecy and politics: socialism, nationalism, and the Russian Jews, 1862-1917, Cambridge University Press, 1984, ISBN 978-0-521-26919-3
- Jack Lester Jacobs (ed.), Jewish Politics in Eastern Europe : The Bund at 100, Zydowski Instytut Historyczny—Instytut Naukowo-Badawczy, New York, New York University Press, May 2001, ISBN 0-8147-4258-0
- Jack Lester Jacobs, Bundist Counterculture in Interwar Poland, Syracuse University Press, 2009, ISBN 0-8156-3226-6
- Bernard K. Johnpoll, The politics of futility. The General Jewish Workers Bund of Poland, 1917–1943, Ithaca, New York, Cornell University Press, 1967
- N. Levin, While Messiah tarried : Jewish socialist movements, 1871–1917, New York, Schocken Books, 1977, ISBN 978-0-8052-0616-6
- N. Levin, Jewish socialist movements, 1871–1917 : while Messiah tarried, London, Routledge & K. Paul (Distributed by Oxford University Press), 1978, ISBN 978-0-7100-8913-7
- Y. Peled, Class and ethnicity in the pale: the political economy of Jewish workers' nationalism in late Imperial Russia, New York, St. Martin's Press, 1989, ISBN 978-0-333-41255-8
- Antony Polonsky, "The Bund in Polish Political Life, 1935-1939", in: Ezra Mendelsohn (ed.), Essential Papers on Jews and the Left, New York, New York University Press, 1997
- C. Belazel Sherman, Bund, Galuth nationalism, Yiddishism, Herzl Institute Pamphlet no.6, New York, 1958, ASIN B0006AVR6U
- Henry Tobias, The origins and evolution of the Jewish Bund until 1901, Ann Arbor (Michigan), University Microfilms, 1958
- Henry Tobias, The Jewish Bund in Russia from Its Origins to 1905, Stanford, Stanford University Press, 1972
- Enzo Traverso, From Moses to Marx - The Marxists and the Jewish question: History of a debate 1843-1943, New Jersey, Humanities Press, 1996 (review)
- A.K. Wildman, Russian and Jewish social democracy, Bloomington, Indiana University Press, 1973

Documents
- "The resolution of the tenth conference of the Bund, April 1917"

### En francés
- Daniel Blatman, Notre liberté et La Vôtre - Le Mouvement ouvrier juif Bund en Pologne, 1939-1949, 2002, ISBN 2-204-06981-7 (French review)
- Alain Brossat, Le Yiddishland révolutionnaire, Paris, Balland, 1983 ISBN 2-7158-0433-4
- Élie Eberlin, Juifs russes : le Bund et le sionisme. Un voyage d'étude., Paris, Cahiers de la quinzaine (6e cahier de la 6e série), 1904, 155 pages ASIN B001C9XEME
- Vladimir Medem, Ma vie, Paris, Champion, 1969 (Memories of a Bund leader)
- Henri Minczeles, "La résistance du Bund en France pendant l'occupation", Le Monde juif 51:154 (1995) : 138-53
- Henri Minczeles, Histoire générale du Bund, Un mouvement révolutionnaire juif, Éditions Denoël, Paris, 1999, ISBN 2-207-24820-8
- Claudie Weill, Les cosmopolites - Socialisme et judéité en Russie (1897–1917), Paris, Éditions Syllpse, Collection "Utopie critique", févr. 2004, ISBN 2-84797-080-0 (presentation)
- Enzo Traverso, De Moïse à Marx - Les marxistes et la question juive, Paris, Kimé, 1997
- Union progressiste des Juifs de Belgique, 100e anniversaire du Bund. Actes du Colloque, Minorités, Démocratie, Diasporas, Bruxelles, UPJB, 1997, ISSN 0770-5476
- Nathan Weinstock, Le Pain de misère, Histoire du mouvement ouvrier juif en Europe - L'empire russe jusqu'en 1914, Paris, La Découverte, 2002, (Vol. I) ISBN 2-7071-3810-X
- Nathan Weinstock, Le Pain de misère, Histoire du mouvement ouvrier juif en Europe - L'Europe centrale et occidentale jusqu'en 1945, Paris, La Découverte, (Vol. II) ISBN 2-7071-3811-8

- Documentals

- Nat Lilenstein (Dir.), Les Révolutionnaires du Yiddishland, 1983, Kuiv productions & A2 (French review)

### En alemany
- Arye Gelbard, Der jüdische Arbeiter-Bund Russlands im Revolutionsjahr 1917, Wien : Europaverlag, 1982 (Materialien zur Arbeiterbewegung ; Nr. 26), ISBN 978-3-203-50824-5
- Gertrud Pickhan, "Gegen den Strom". Der Allgemeine Jüdische Arbeiterbund, "Bund" in Polen, 1918-1939, Stuttgart/Múnic, DVA, 2001, 445 p. (Schriftenreihe des Simon-Dubnow-Instituts, Leipzig), ISBN 3-421-05477-0 (French review)